# 로레스탄주

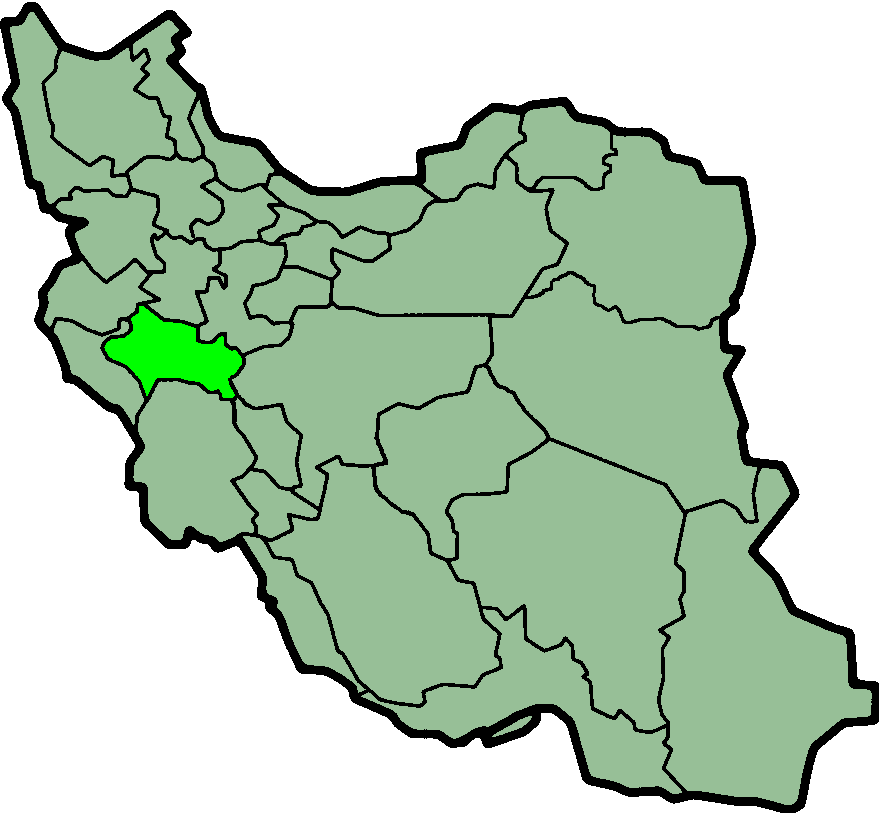
로레스탄주

로레스탄주(페르시아어: استان لرستان)는 이란을 구성하는 30개 주 가운데 하나로, 이란 서부와 기다란 자그로스산맥에 인근 지역에 위치하고 있다. 주도는 호라마바드이며 면적은 28,294km2, 인구는 1,716,527명(2005년 기준)이다. 이름은 이 지역에 많이 거주하는 루르인에게서 유래하였다.
로레스탄주의 도시로 호라마바드, 보루제르드, 알리구다르즈, 도루드, 쿠흐다슈트, 아즈나, 알라슈타르, 누르아바드, 폴레도흐타르가 있다.